# Big-Bend-Nationalpark
Der Big-Bend-Nationalpark ist ein Nationalpark in den Vereinigten Staaten von Amerika. Er befindet sich im Süden von Texas an der Grenze zwischen den Vereinigten Staaten und Mexiko. Der Nationalpark ist nach einer großen Flussbiegung des Rio Grande benannt. Dieser Fluss bildet einen über 1500 km langen Teil der Grenze zwischen den USA und Mexiko, wovon rund ein Viertel gleichzeitig der Grenze des Nationalparks entspricht. Der Park umfasst eine Gesamtfläche von über 3.200 Quadratkilometern und zählt damit zu den größten Nationalparks der Vereinigten Staaten.
1976 wurde der Park von der UNESCO als Biosphärenreservat anerkannt.
Februar 2012 wurde der Nationalpark als Lichtschutzgebiet von der International Dark Sky Association auch als International Dark Sky Park (IDSP, in Gold) anerkannt und nennt sich seither auch Big Bend International Dark Sky Park.

Südlich des Rio Grande liegen die mexikanischen Staaten Chihuahua und Coahuila und die neu eingerichteten Naturschutzgebiete Maderas del Carmen und Cañon de Santa Elena.
Der Park umfasst einen großen Teil der Chihuahua-Wüste. Das Klima der Gegend ist sehr extrem. Im Spätfrühling und Sommer können die Temperaturen oft 40 Grad Celsius überschreiten. Die Winter sind normalerweise sehr mild, aber Frost ist durchaus möglich. Die Regenzeit dauert etwa von Mitte Juli bis September, doch einige sehr trockene Landstriche erhalten bisweilen keinen Tropfen Regen.

## Landschaft und Tierwelt
Wüstenartige Landschaften bedecken den größten Teil der Nationalparkfläche. Auffällige Pflanzenarten dieser Landstriche sind Yuccas und verschiedene Kakteen. Ansonsten dominieren Büsche diese Gebiete. Allerdings zählen die Wüsten des Parks zu den feuchtesten Wüsten Nordamerikas, sodass hier relativ viele Tierarten vorkommen. Typische Tierarten dieser Trockenzonen sind Halsbandpekaris, Maultierhirsche, Eselhasen und Rennkuckucks.
Da die Höhe des Parks von 500 Metern bis hinauf zu 2300 Metern reicht, gibt es eine Vielfalt an Lebensräumen und eine Vielzahl von vorkommenden Tier- und Pflanzenarten.
An den Berghängen der Chisos Mountains finden sich mit zunehmender Höhe Wälder aus Eichen, Kiefern und Wacholder. In diesen Wäldern halten sich noch immer einige Schwarzbären. Ihr Bestand im Park wird auf etwa 8-12 ausgewachsene Tiere geschätzt. Am Rio Grande treten darüber hinaus Flusswälder auf. Obwohl die Hauptfläche des Parks von Strauchwüsten bedeckt ist, finden sich auch savannenähnliche Bereiche, in denen Gräser dominieren. Früher machte diese Landschaftsform einen deutlich größeren Anteil des Gebietes aus.
Der Big Bend Nationalpark beherbergt immer noch Pumas und jedes Jahr werden über 150 Sichtungen durch Besucher gemeldet. Weitere typische Säugetiere des Parks sind die Große Mexikanische Blütenfledermaus, Kojote, Weißwedelhirsch, Baumwollschwanzkaninchen, Graufuchs, Amerikanischer Schwarzbär und Rotluchs. Zu den auffälligsten Vogelarten zählen die Geier. Truthahngeier bewohnen im Nationalpark verschiedene Lebensräume von den Bergen herab in die Wüsten und bis zu den Flusslandschaften des Rio Grande. Die Rabengeier verlassen dagegen selten die Umgebung des Flusses. Auch Wegekuckuck, Wanderfalke und Steinadler kommen vor.
Insgesamt kommen über 1200 Pflanzenarten und 3.600 Insektenarten im Park vor. Auch die Wirbeltiere sind mit 40 Fischarten, 11 Amphibienarten, 56 Reptilienarten, 75 Säugetierarten und 450 Vogelarten reichhaltig vertreten. Damit ist der Nationalpark der artenreichste der USA.

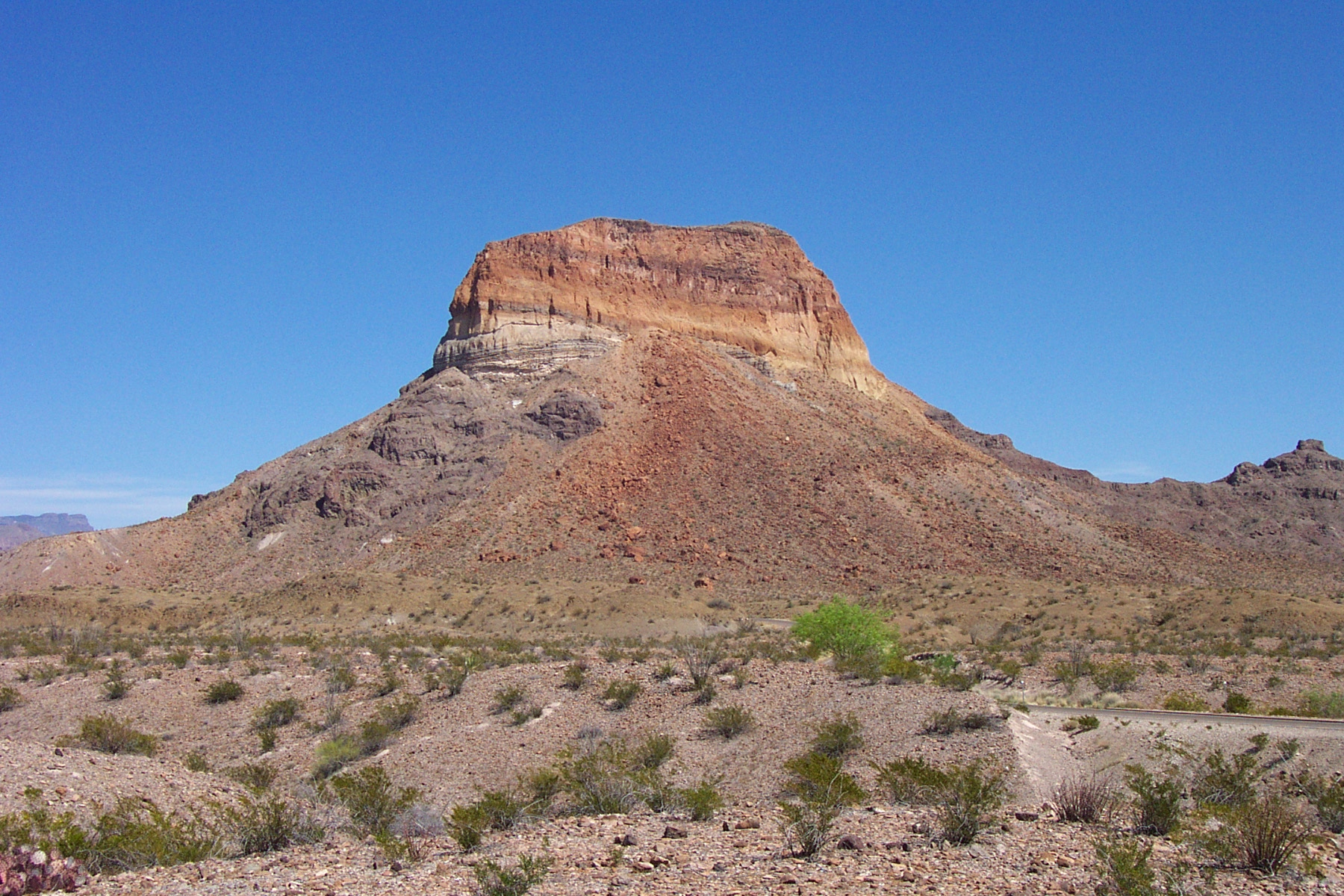
Trockene Landschaft im Big Bend Nationalpark

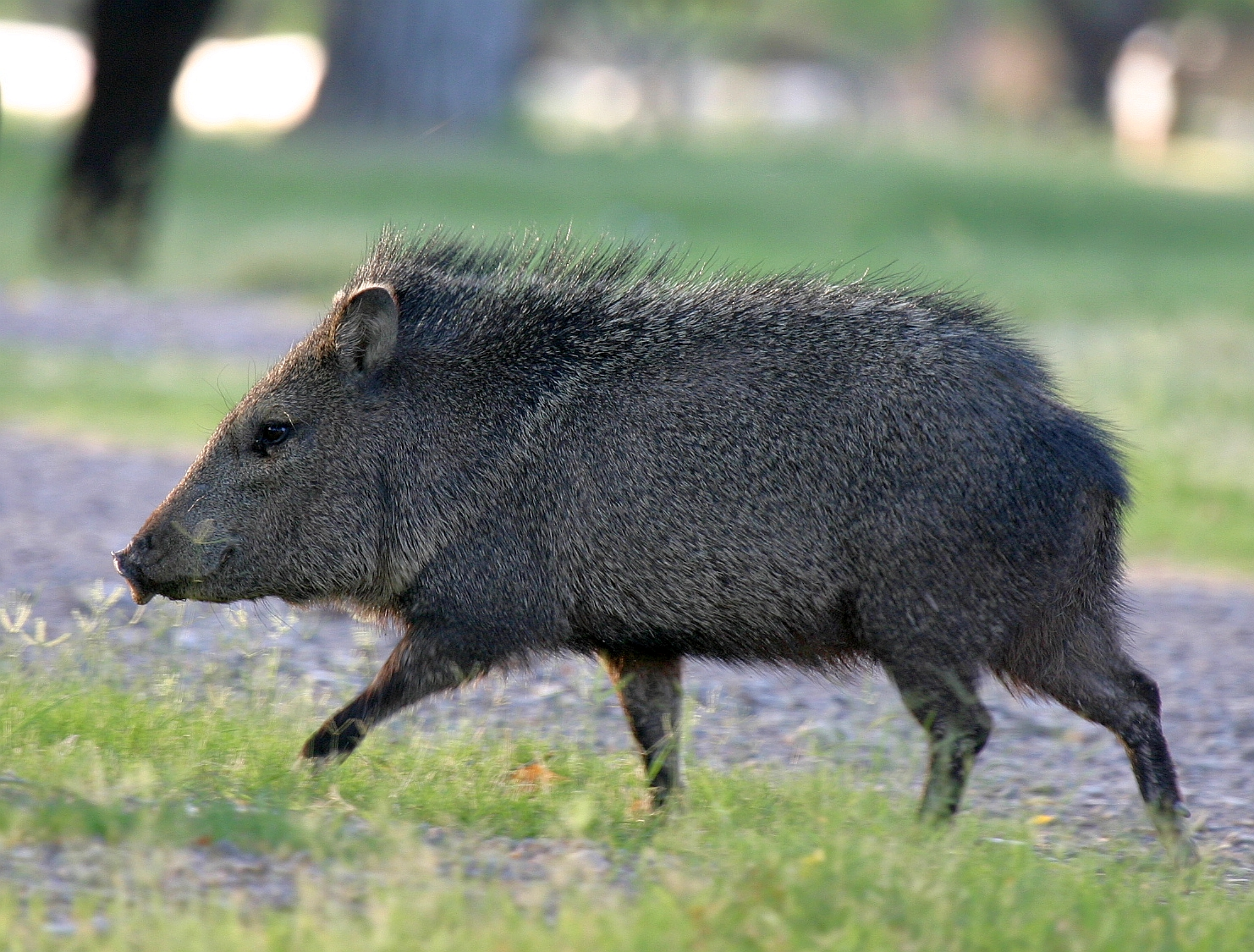
Halsbandpekaris sind häufig im Park zu sehen

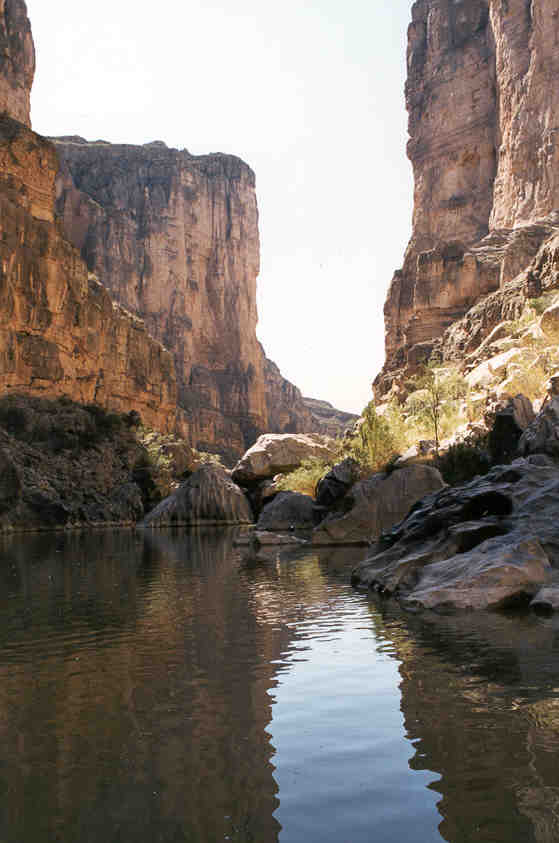
Ein Canyon des Rio Grande im Big Bend Nationalpark

## Geschichte
Die Gesteine im Park sind reich an Fossilien aus der Kreidezeit, u. a. wurden hier Reste mehrerer Skelette von Quetzalcoatlus entdeckt, dem größten bisher bekannten Flugsaurier. Ferner finden sich hier bis zu 9000 Jahre alte Zeugnisse menschlicher Besiedlung.
In der Zeit vor der Entdeckung durch die Europäer lebten verschiedene Indianergruppen in der Gegend des Big Bend. Die Chiso-Indianer waren eine lose organisierte Gruppe nomadischer Jäger und Sammler, die bis zu einem gewissen Grad auch Ackerbau betrieben. Ihre Herkunft ist nicht geklärt. Sprachlich werden sie mit den Conchos-Indianern des nördlichen Chihuahua und nordwestlichen Coahuila in Verbindung gebracht. Ihre Sprache gehört zur Gruppe der Uto-Azteken, die von Zentralmexiko bis weit in die USA hinein verbreitet war.
Die Jumano waren eine nomadische Gruppe, die in West-Texas und Südost-New Mexico Handel trieb. Einige Quellen deuten an, dass sie Feinde der Chisos waren. Anfang des 18. Jahrhunderts begannen die mit den Mescalero-Apachen eng verbündeten Natage (sprich Na-tah-hay, abgel. von Nadahéndé =„Volk des Mescal“, der Bezeichnung anderer Apache-Gruppen für die Mescalero) einzuwandern und die Chiso sowie die Jumano zu verdrängen. Als letztes drangen die Comanche in den Big Bend ein, da ein Zweig des Great Comanche Trail durch dieses Gebiet führte und von ihnen auf ihren regelmäßigen Raubzügen ins Innere Mexikos genutzt wurde. Diese Beutezüge dauerten bis in die Mitte des 19. Jahrhunderts an.

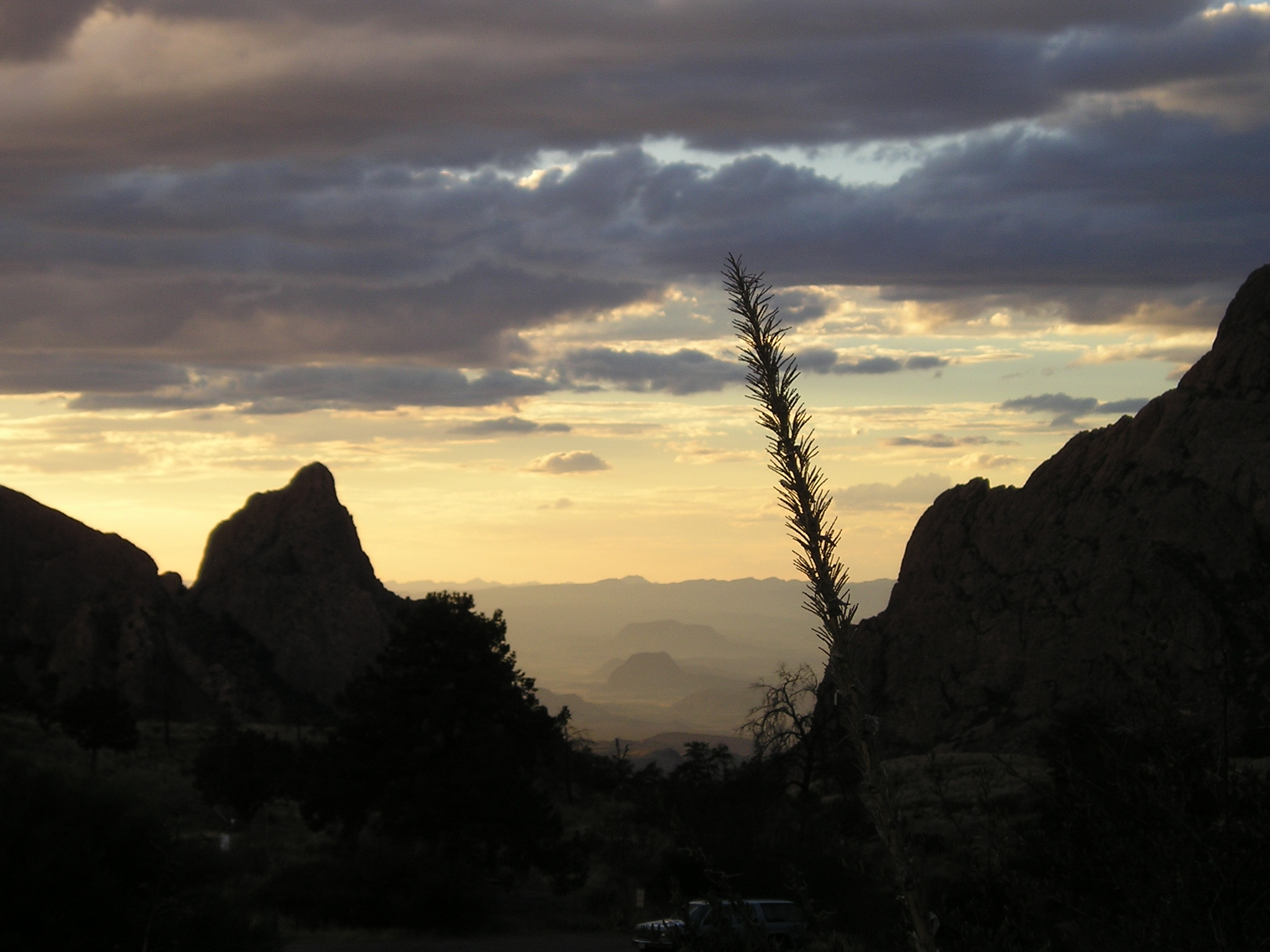
The Window

Die historisch dokumentierte Zeit beginnt ungefähr 1535 n. Chr. als die Spanier begannen, diesen Teil Nordamerikas zu erkunden. Die Expedition Álvar Núñez Cabeza de Vacas zog in der Nähe des heutigen Nationalparks vorbei. Diese und die nachfolgenden Expeditionen waren auf der Suche nach Gold und Silber, bestellbarem Land und indianischen Sklaven. Um die Nordgrenze Mexikos gegen die Raubzüge der Mescalero, Natage sowie Lipan zu sichern, wurde um 1700 eine Kette von Forts, so genannten Presidios, entlang des Rio Grande errichtet. Viele dieser Forts wurden allerdings bald wieder aufgegeben, einerseits aus finanziellen Gründen, andererseits, weil sie keinen effektiven Schutz gegen Übergriffe der Indianer auf mexikanisches Gebiet boten.
In der Folge des Krieges zwischen den USA und Mexiko, der 1849 endete, wurde die nicht kartographierte Gegend des Big Bend durch militärische Aufklärungsmissionen erkundet. Befestigte Stationen wurden errichtet, um Siedler vor indianischen Übergriffen zu schützen. Um 1870 wurde begonnen, das Land dauerhaft zu besiedeln, und um 1900 war der größte Teil des Landes von Schaf-, Ziegen- und Rinderzucht genutzt. Die intensive Nutzung führte allerdings sehr bald zu Überweidung.
Um 1900 wurden Erzlagerstätten entdeckt. Dadurch kamen mehr und mehr Siedler, um in den Minen zu arbeiten oder Arbeiten rund um die Minen in Verhüttungsbetrieben oder als Holzfäller auszuführen.
Ab 1930 begannen die Bemühungen, das Land, das nun auch wegen seiner einzigartigen kontrastreichen und schönen Landschaft geschätzt wurde, unter Schutz zu stellen. Der Staat Texas erwarb das Land, und der Texas Canyons State Park wurde gegründet. Am 12. Juni 1944 wurde aus dem State Park dann der Big Bend National Park.
Bis heute gibt es im Nationalpark mit der Chisos Mountain Lodge nur ein Hotel.
Es gibt aktuelle Pläne der Regierungen von Mexiko und den USA, den Big-Bend-Nationalpark, der an der Grenze beider Staaten liegt, zu einem US Mexico International Park zu erweitern. Seit April 2013 ist der Grenzübergang nach Mexiko in den Naturpark Maderas del Carmen wieder geöffnet. Er war Anfang 2002 in Folge der Terroranschläge am 11. September 2001 geschlossen worden. Der Übergang kann nur zu Fuß durch das flache Wasser des Grenzflusses oder mit einer Personenfähre benutzt werden. Ranger des National Park Service sind am Übergang präsent, die Grenzkontrolle wird durch Agenten der U.S. Customs and Border Protection im rund 500 km entfernten El Paso ausgeübt, denen die Pässe der Einreisenden durch Kameras und Scanner vorgelegt werden.
Im Juni 2025 stimmte der US-Senat einstimmig für das Gesetz Big Bend National Park Boundary Adjustment Act. Das Gesetz ermächtigt den National Park Service rund 6.100 Hektar Land zu erwerben und damit den Nationalpark zu vergrößern. Die Erweiterungsfläche darf nur durch Schenkung, Kauf oder Tausch in das Eigentum des National Park Service gelangen.